# Pat Boone
Charles Eugene Patrick (Pat) Boone (Jacksonville (Florida), 1 juni 1934) is een Amerikaanse zanger en acteur. Aanvankelijk maakte hij rock-'n-roll, later in zijn carrière stapte hij over op gospelmuziek.

## Biografie
Boone groeide op in Nashville, de hoofdstad van Tennessee en een belangrijke muziekstad. In 1954 begon hij platen op te nemen voor Republic Records. In 1955 bracht hij een cover uit van de single Ain't That a Shame van Fats Domino, en verbrak de verkooprecords van de originele uitvoering aanzienlijk. Het is representatief voor de beginperiode van Boones loopbaan, die vooral gericht was op toegankelijke versies van rhythm-and-blues-hits, waardoor de rock-'n-roll-deuntjes een veel groter publiek bereikten. Dit ging echter niet ten koste van de originele uitvoerenden, want ook hen bracht hij onder de aandacht. Bluesartiest Little Richard zei ooit: "het was Pat Boone die me miljonair maakte".
Boone had het imago van een frisse vlotte jongen, die zowel tieners als hun ouders aansprak. Zijn zangstijl, met een volle bariton, volgde in de lijn van zijn idool Bing Crosby. Meer en meer ging hij dan ook over op het zingen van ballads.
In populariteit moest Pat Boone eind jaren 50 alleen Elvis Presley boven zich dulden. En net als Elvis deed hij een poging tot wat acteerwerk.
Zijn opname voor de titelsong van de film April Love uit 1957 werd genomineerd voor een Oscar. Pat schreef ook de titelsong voor de film Exodus.
Omdat hij zichzelf zag als een devote wedergeboren christen, weigerde hij muziek en filmrollen die tegen zijn morele standaarden ingingen, inclusief rollen met toenmalig sekssymbool Marilyn Monroe. Verdere activiteiten behelsden het presenteren van televisieprogramma's eind jaren 50, en in de jaren 60 startte hij met schrijven van zelfhulpboeken voor pubers.
Door een invasie van Britse rock-'n-roll-artiesten als The Rolling Stones, The Beatles en The Kinks eindigde Boones carrière als hitmachine, hoewel hij in de jaren 60 nog steeds muziek uitbracht. In de jaren 70 stapte hij over op gospelmuziek en country en bleef hij optreden in andere media, met name op de radio. Begin 21ste eeuw was hij diskjockey van een populaire Amerikaanse gouwe-ouwe-zender en runde hij zijn eigen platenmaatschappij, die plaatjes uit de jaren 50, die geen plek meer kregen binnen de grote platenlabels, opnieuw uitbracht.
Boone trouwde in 1953 met Shirley Lee Foley, dochter van Red Foley, en kreeg met haar vier dochters: Cherry, Lindy, Debby en Laury. In de jaren 60 en 70 toerde de familie rond als gospelartiesten en maakten ze gospelalbums als The Pat Boone Family en The Family Who Prays.
In 1997 bracht Boone een album uit met de titel No More Mr. Nice Guy, met daarop een collectie van heavy-metalcovers in zijn stijl.
In 2003 werden zijn gospelopnamen door de Gospel Music Association van Nashville erkend en toegevoegd aan de Gospel Music Hall of Fame.

## Persoonlijk
Boone woonde jarenlang in Los Angeles met zijn vrouw Shirley Foley. Ze waren invloedrijke leden van de Inglewood Church of Christ in San Fernando Valley. Shirley (84) overleed in januari 2019, ze waren 65 jaar getrouwd. Hij was lang bevriend met pianist Roger Williams (1924-2011) en verscheen (sprak en zong) in 2024 in een eerbetoon.

## Discografie

### Singles
- 1954
  - I need someone
- 1955
  - Ain't that a shame
  - At my front door (crazy little mama)
  - Gee whittakers
  - No arms can ever hold you
  - Two hearts
- 1956
  - Chains of love
  - Friendly persuasion
  - Howdy!
  - Just as long as I'm with You
  - Long tall Sally
- 1957
  - A closer walk with thee
  - Anastasia
  - Begin the beguine
  - Bernardine
  - Don't forbid me
  - I almost lost my mind
  - I'll be home
  - I'm waiting just for You
  - Love letters in the sand
  - Remember You're mine
  - Rich in love
  - There's a gold mine in the sky
  - Tutti Frutti
  - Why baby why
- 1958
  - April love
  - A wonderful time up there
  - Cathedral in the pines
  - Cherie
  - For my good fortune
  - Gee but it's lonely
  - If dreams came true
  - I love You
  - I'm in love again
  - It's too soon to know
  - Loluela
  - Santa Claus is comin' to town
  - Shot gun boogie
  - Stardust
  - Sugar moon
  - Technique
  - That's how much I love You
  - When the swallows come back to Capistrano
  - White Christmas
  - Yes indeed!
- 1959
  - A fools hall of fame
  - Beyond the sunset
  - For a penny
  - Good rockin' tonight
  - I'll remember tonight
  - My faithful heart
  - The wang dang taffy-apple tango
  - Twixt twelve and twenty
  - With the wind and the rain in Your hair
- 1960
  - Alabam
  - Candy sweet
  - Dear John
  - Delia gone
  - Moonglow
  - Spring rain
  - Walking the floor over You
  - (welcome) New lovers
  - Words
- 1961
  - All hands on deck
  - Big cold wind
  - Moody river
  - Send me the pillow that you dream on
  - That's my desire
  - The exodus song
- 1962
  - I'll see you in my dreams
  - Johnny Will
  - Pictures in the fire
  - Quando Quando Quando
  - Speedy Gonzales
  - Ten lonely guys
- 1963
  - Mexican Joe
- 1965
  - Pearly shells

#### Hitnoteringen
| Single met hitnotering(en) in de Vlaamse Ultratop 50 | Datum van verschijnen | Datum van binnenkomst | Hoogste positie | Aantal weken | Opmerkingen |
| ---------------------------------------------------- | --------------------- | --------------------- | --------------- | ------------ | ----------- |
| Love letters in the sand                             | 1957                  | 01-08-1957            | 2               | 28           |             |
| Begin the beguine                                    | 1957                  | 01-12-1957            | 9               | 8            |             |
| April love                                           | 1958                  | 01-01-1958            | 4               | 28           |             |
| Sugar moon                                           | 1958                  | 01-07-1958            | 8               | 12           |             |
| I'll remember tonight                                | 1959                  | 01-04-1959            | 15              | 4            |             |
| Quando, quando, quando                               | 1962                  | 01-06-1962            | 4               | 16           |             |
| Speedy Gonzales                                      | 1962                  | 01-07-1962            | 1 (1wk)         | 16           |             |

### Albums
- 1957
  - Pat
  - Four By Pat
  - Pat Boone
  - Pat's Great Hits
  - Hymns We Love
  - April Love (soundtrack)
- 1959
  - Tenderly
- 1961
  - Moody River
  - White Christmas
- 1962
  - Pat Boone's Golden Hits
  - State Fair (soundtrack)
- 1997
  - Pat Boone, In A Metal Mood; No More Mr. Nice Guy

### NPO Radio 2 Top 2000
| Nummers met noteringen in de NPO Radio 2 Top 2000 | '99  | '00  | '01  | '02  | '03  | '04  | '05  | '06  | '07  | '08  |
| ------------------------------------------------- | ---- | ---- | ---- | ---- | ---- | ---- | ---- | ---- | ---- | ---- |
| Bernadine                                         | 1447 | -    | -    | -    | 1932 | -    | -    | 1926 | -    | -    |
| Love Letters in the Sand                          | 1089 | 1218 | 1488 | 1710 | 1190 | 1762 | 1703 | 1553 | 1689 | 1576 |
| Speedy Gonzales                                   | 1818 | 1906 | -    | -    | -    | -    | -    | -    | -    | -    |

1. ↑  Een '-' betekent dat het nummer niet was genoteerd en een vetgedrukt getal geeft de hoogste notering van een nummer aan.
2. ↑  Deze tabel is bijgewerkt tot en met de meest recente editie (2024).

## Films
- 1957 - April Love
- 1957 - Bernardine
- 1958 - Mardi Gras
- 1959 - Journey to the Center of the Earth
- 1961 - All Hands on Deck
- 1962 - State Fair
- 1962 - The Main Attraction
- 1963 - Grüsse aus Zürich (televisiefilm)
- 1963 - The Yellow Canary
- 1964 - Goodbye Charlie
- 1964 - Never Put It in Writing
- 1964 - The Horror of It All
- 1965 - The Greatest Story Ever Told
- 1967 - The Perils of Pauline
- 1969 - The Pigeon (televisiefilm)
- 1970 - The Cross and the Switchblade
- 1996 - Bad Hair Day: The Videos
- 2010 - The Rooneys (korte televisiefilm)
- 2016 - God's not dead 2